# Campoli del Monte Taburno
Campoli del Monte Taburno är en ort och kommun i provinsen Benevento i regionen Kampanien i Italien. Kommunen hade 1 649 invånare (2017).